# Henniker
Henniker is een plaats (town) in de Amerikaanse staat New Hampshire, en valt bestuurlijk gezien onder Merrimack County.

## Demografie
Bij de volkstelling in 2000 werd het aantal inwoners vastgesteld op 4433.

## Geografie
Volgens het United States Census Bureau beslaat de plaats een oppervlakte van 116,1 km², waarvan 114,3 km² land en 1,8 km² water. Henniker ligt op ongeveer 139 m boven zeeniveau.

## Plaatsen in de nabije omgeving
De onderstaande figuur toont nabijgelegen plaatsen in een straal van 32 km rond Henniker.